# Birgitta Muhr

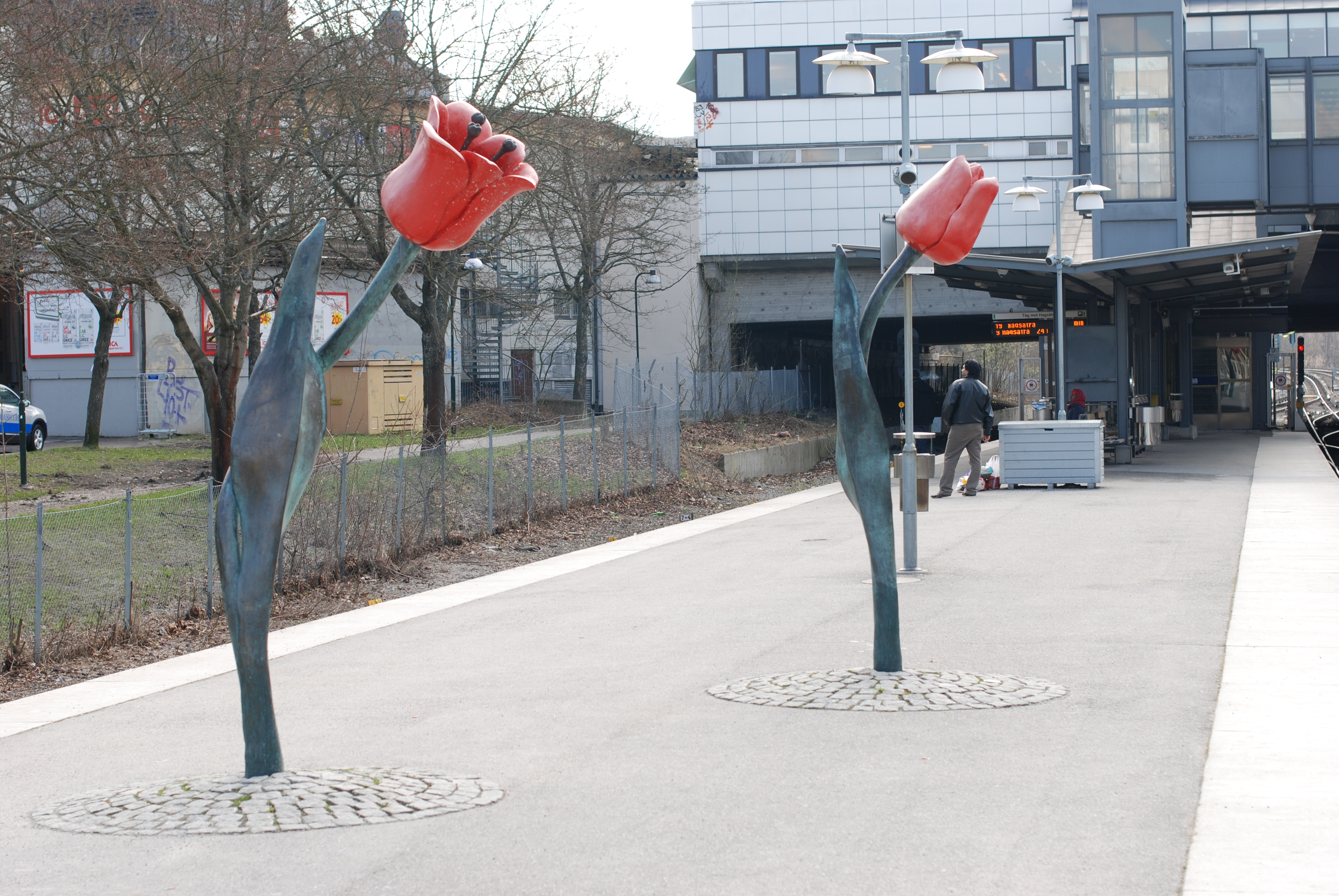
'Uppväxter, brons, Högdalens tunnelbanestation i Stockholm.

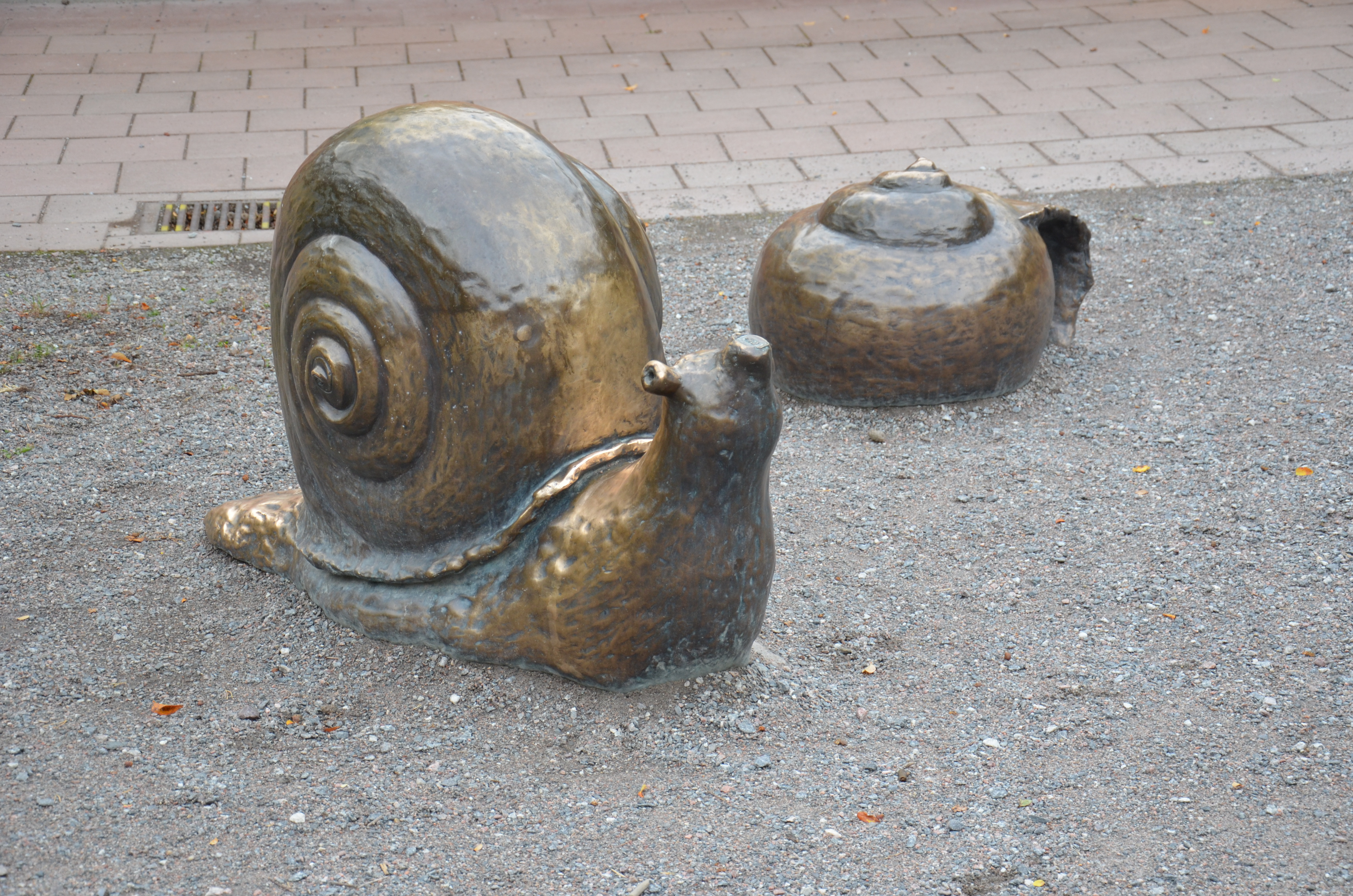
Snigel och skal vid ett äppelträd i Täby kommun.

Birgitta Kristina Muhr, född 4 mars 1961 i Sundsvall, är en svensk skulptör.
Birgitta Muhr utbildade sig i konstvetenskap på Uppsala universitet 1981, Nyckelviksskolan 1982, Birkagårdens folkhögskola 1984—1986 och Kungliga Konsthögskolan i Stockholm 1987—1992. Hon hade sin första separatutställning på Galleri Mejan i Stockholm 1992.

## Offentliga verk i urval
- Snigel, och ingen hemma, brons, äppelträd och glas, 2000, Löttingelundsskolan i Täby kommun
- Uppväxter, brons, 2002, Högdalens tunnelbanestation i Stockholm
- Marmormunnen, betong, 2003, Nävekvarns folkpark
- Krumlor, stål, glas, marmor, 2005, utanför Mälargårdens vård- och omsorgsboende, Blackeberg, Stockholm
- Stoldans, rostfritt stål och betong, 2005, Nivrenaskolan, Kvissleby, Sundsvall
- Guld och gröna ärtor, 2007, mässing, mosaik och målning inne i, respektive brons utanför, Ekuddens förskola, Ewa Lagerwalls väg 11, Uppsala
- Mumling, epoxiplast, 2009, Förskolan Kastanjen, Jakobsberg, Järfälla
- Kumla brassensemble, stål och mässing, 2010, ovanför ingången till Folkets Hus i Kumla